# Santa María de Guadalupe királyi kolostor
A Santa María de Guadalupe királyi kolostor (teljes nevén spanyolul Real Monasterio de Santa María de Guadalupe, Santuario de la Patrona de Extremadura y Reina de las Españas) Extremadura autonóm közösség Cáceres tartományában fekszik.
Guadalupe történelmi város hagyományos, középkori épületekkel, szűk kanyargós utcákkal, értékes műemlékekkel. Azonban minden értékét felülmúlja a Nuestra Señora de Guadalupe-kolostor, melyet 1993-ban a világörökség részévé választott az UNESCO.
A monostor óriási erődszerű építmény, mely a város fölé magasodik. 1492 két jelentős világtörténelmi eseményét jelképezi: a katolikus királyok által véghez vitt reconquistát és Kolumbusz Kristóf megérkezését az Újvilágba. Emellett hatalmas értékű kincsek tárháza is. Híres szobra, a fekete Guadalupei Szűz Mária az új világ nagy részének kereszténnyé válását szimbolizálja.

## Története
A kolostort 1340 decemberében XI. Alfonz király a Salado-patak menti csata emlékére alapította, ahol október 30-án vereséget mért a mórok erőire. Eredetileg a Jeromos-rendi spanyol barátok számára készült, akik 1359-től lakták egészen 1832-ig, a rend megszűnéséig. 
Spanyolország 1879-ben a helyet Nemzeti Műemlékké nyilvánította. 1907-ben a Guadalupei Szűz Extremadura patrónusa lett. 1928-ban ferences szerzetesek kapták meg a kolostort, kiknek mai napig lakóhelyéül szolgál.

## Legendája és a zarándoklatok
A templom ott áll, ahol a legendák szerint a 13. században egy cáceresi tehénpásztornak megjelent a Szűzanya. A történet szerint a pásztor elvesztette egyik tehenét, s nem akadt a nyomára. Három napig kereste az erdőben, mire holtan találta nyájának tagját. Késével keresztet vetett az állat bőrén, mire az feléledt holtából, s e pillanatban tűnt fel hirtelen Szűz Mária. Utasította a pásztort, hogy menjen társaiért, és hozza őket is e helyre, mutassa meg nekik tehenét, s hogy mily csodás eset történt vele. Mikor ideérkezik a társaság, egy szoborra fognak lelni, melyet ne mozdítsanak el helyéből, hanem építsenek egy házat számára. Később pedig majd igen fontos templom fog állni e helyütt és egy nagy város fog épülni. 
Így szólt a Madonna kívánsága és jövendölése, mely a legendák szerint beigazolódott.
A Szent Lukácsnak tulajdonított alkotás tiszteletére valóban építettek egy kápolnát, mely egyre bővült. Később pedig kolostort is emeltek e helyen, mely ugyancsak épült-szépült és még a királyokat is zarándoklatokra késztette.
A Madonna-szobor tisztelete a 15-16. században érte el csúcspontját, mikor a spanyol földről induló felfedezők szinte kötelezően járultak a Szent Szűz tiszteletére alkotott műalkotás elé. Ekkor vált a Guadalupei Madonna igazán a spanyolok által újonnan meghódított területek védőszentjévé.
Guadalupe egy sziget neve is lett. A névadás Kolumbusznak köszönhető, ki e helyet választotta névadóként, s a Mária-szobra tiszteletére nevezte el új felfedezését. De Mexikó nemzeti szentjévé is nemesült ebben a korszakban. Spanyolországban pedig jelentős vallási illetve zarándokközponttá vált a település és kolostora. A Virgen Morena, azaz Fekete Madonna ma is Extremadura tartományának védelmező szentje.

## Az épületkomplexum részei
A teljes épületegyüttes alakja nem szabályos, területe 22 000 m²-t foglal el.
Az építkezés a 14–18. században zajlott, így a kolostoron több stílus keveredése vehető észre: mudéjar, gótikus, reneszánsz, barokk és más elemek keveréke érvényesül benne. Előtte kis tér nyílik, ahonnan lépcsőkön lehet feljutni a templomhoz.
Szent Anna-kápolna (Capilla de Santa Ana): Az épületbe lépve rögtön jobb kéz felől nyílik. Az alapító XI. Alfonz király  nyugszik itt. Innen juthatunk a templomba.
A templom: gótikus stílusú 14-15. századi épület, de a 17–18. században felújították. Alaprajza latinkereszt. háromhajós.  Főhomlokzata szokatlannak tűnik, nem hármas, hanem négyes tagoltságú, melyet támpillérek osztanak meg. A bal oldalán két bronzkapu található, melyen be lehet jutni az épületbe. A kapun Szűz Mária és Jézus életét ábrázoló jelenetek láthatók. A jobb oldalon egyforma kőrácsos ablakok foglalnak helyet. A homlokzat felső részén óriási rózsaablak tűnik fel. Mindezt két bástyaszerű torony határolja, melyek szinte várkapuként magasodnak a tér fölé.
A főoltár alkotói közt megemlíthetjük El Greco fiának, Jorge Manuel Theotocópulinak nevét. Mellette két síremlék található, IV. Henrik kasztíliai király és édesanyja, Aragóniai Mária sírja.
A sekrestye (La Sacristía): 28 méter hosszú és 8 méter széles épületrész. A templom ezen részében látható Francisco Zurbarán barokk festő sorozata, melyet a rend tagjairól készített 1638-1639-ben.

### Kápolnák
- Miasszonyunk-kápolna (Camarín de Nuestra Señora): 17. századi. 42 jáspislépcsőn lehet feljutni e kápolnához, melyet Luca Giordano rokokó festményei díszítenek. Ugyanezen a helyen őrzik a Madonna szobrát. Sokan felkeresik a mai napig. Híres látogatói közt érdemes megemlíteni 13 király, Don Juan de Austria illetve Alba herceg és Hernán Cortés nevét.
- Szent Jeromos-kápolna (Capilla de San Jerónimo): Oltárképét Zurbarán alkotta, címe: Szent Jeromos apoteózisa. Ugyancsak ebben az épületrészben helyezték el azt a török lámpást, amely a lepantói csatában a törökök vezérhajóján adott fényt, s melyet Don Juan de Austria győzelmi ajándékként Szűz Mária tiszteletére a kolostornak ajándékozott.

További kisebb kápolnái:
- Szent Paula-kápolna (Capilla de Santa Paula):  csak hajója maradt fenn a 15. századból.
- Szent Katalin-kápolna (Capilla de Santa Katalína):  15. századi épületrész.
- Szent Gergely-kápolna (Capilla de San Gregorio): a 15. századból származik.
- Panteón vagy Hét Oltár kápolnája (Panteón o Capilla de los Siete Altares) 17. századi kápolna.

### Kerengők

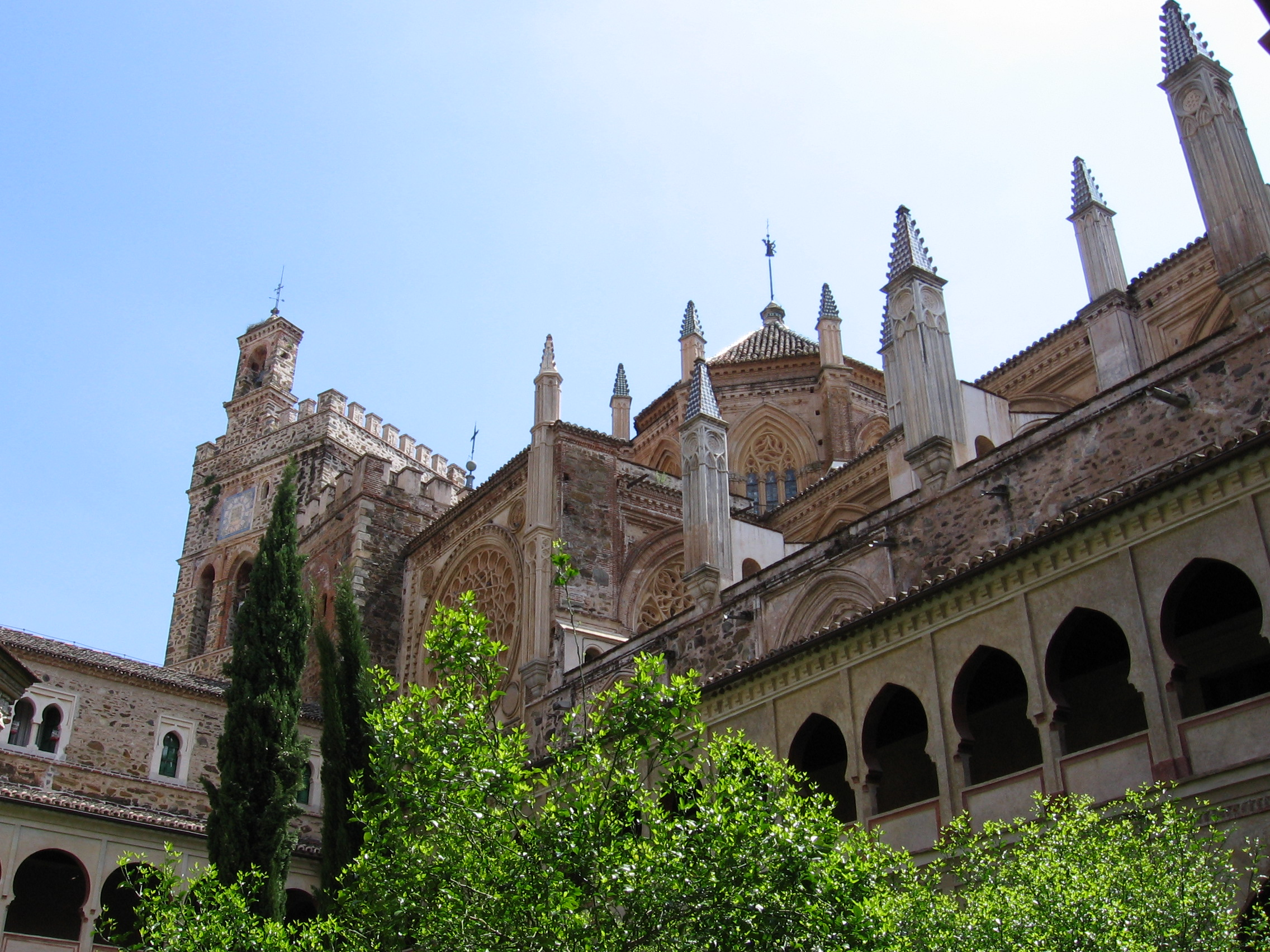
Mudéjar kerengő

A kerengők a templomhoz csatlakoznak, de külön épületrészeket képeznek.
- Mudéjar kerengő (Claustro Mudéjar): Két emeletes, nem közvetlenül a templomból nyílik, annak jobb oldalán helyezkedik el. 1389-1405 között jött létre. Jellemzői a patkóívek. Kútját Juan de Sevilla készítette 1405-ben. Felette majolikalapokkal diszitett toronyszerű építmény vehető észre, ez az ún. kútház.
- Gótikus kerengő (Claustro Gótico): A korábbihoz ugyancsak jobbról kapcsolódik a 14-16. századi alkotás, melynek három emelete van. Bár kisebb, mint a mudéjar claustro, de kiképzésében, díszítésében felülmúlja azt. A középső emelet nyílásait kőrács fedi.
- Mudéjar kerengő: a 15. századból származik, kevésbé jelentős, mint a másik kettő.

### Relicario
16. századi nyolcszögletű alappal rendelkező terem a sekrestye és a Szent Anna-kápolna között.

### Múzeumok
- Miniatúragyűjtemény (Museo de Libros Miniados): a kolostor homlokzatától balra fekvő épületrész hajdani káptalantermében elhelyezett múzeum. 86 zsolozsmás és misekönyv, a kolostorban készült miniatúrák és Zurbarán képei alkotják kollekcióját.
- Csipkegyűjtemény (Museo de Bordados): a mudéjar kerengő nyugati oldalán, az egykori refektóriumban kereshető fel a Hímzések Múzeuma, mely 14-18. századi oltárterítőket, ruhákat, hímzett textíliákat mutat be.
- Szobrok és festmények múzeuma (Museo de Esculturas y Pinturas):  a kollekció – több más alkotó mellett – Juan de Flandes, Francisco Zurbarán, Goya, Juan Correa de Vivar, Nicolás Francés, Egas Cueman, Pedro de Mena és El Greco műveit tartalmazza.

### Egyéb épületrészek
- Könyvtárpavilon (Pabellón de la Librería, Biblioteca y Archivo Histórico del Real Monasterio): 15. századi gótikus épületrész. A Jeromos-rendiek könyvtárát 1835-ig őrizték itt. Ekkor a könyvtárat felszámolták, és a köteteket elvitték Cáceresből. Az új könyvtár a kolostor másik, déli részében kapott helyet. Ma több mint 112 000 könyvvel, prospektussal, egyéb kiadvánnyal rendelkeznek  a ferencesek. A könyvtárral ellentétben fennmaradt viszont a Jeromos-rendi archívum, bár sok értékes dokumentum eltűnt. Az archívum így is sok kódexet, pergament megőrzött a 14–15. századból.
- Káptalani terem (Sala Capitular): az emeletes terem a templom mögött haránt irányban fekszik. Felső és alsó szintjét 1998-ban restaurálták.
- Szentháromság-templom (Iglesia de Santísima Trinidad): 18. századi épület, az egész kolostor legújabb része. Jelenleg auditoriummá alakítják.